# Хубастанк
„Хубастанк“ е пост-гръндж група в град Лос Анджелис, щата Калифорния, САЩ.

## Създаване
Ззаформя се в предградието Агора на Лос Анджелис през 1994 г. Барабанистът Крис Хеси, вокалистът Дъглас Роб и познатият им от училището китарист Дан Естрин, с когото са се състезавали в много музикални конкурси, решават да създадат групата. След това те привличат Марку Лепалейнен и заедно с Хеси оформят „Хубастанк“.
В интервю за Launch Yahoo Дъглас Роб споделя, че името на групата няма конкретно значение: „Ще ме попитате какво означава? То не означава нищо. И е много готино, то е едно от онези смешни училищни думи, които нямат никакво значение“.

## Кариера
Хубастанк правят своя дебют през 2001 година. Първият сингъл е „Crawling in the Dark“ който достига до 68 място в Billboard Hot 100, до 3 място за най-добра рок песен, до 7 място за най-добра суинг песен, и до 1 място в MP3.com. Вторият сингъл „Running Away“ е дори по-успешен от първия – достига до 44 място в Billboard Hot 100, до 2 място за най-добър модерен рок, до 9 място за най-добър суинг и до 3 място в MP3.com.
Бандата влиза в студио през 2003 година с продуцент Хауард Бенсън които е продуцирал записи като P.O.D., Cold и The Cristal Method. Както и да е, албума е отложен с един месец, заради нараняването на Дан Естрин, който пада от колелото си през август същата година. Естрин се връща през октомври, когато започват турнетата им – Nokia, The All American Rejects и Ozomatli. Вторият им албум „The Reason“ излиза през декември.
Техният трети албум „Every Man Fot Himself“ излиза май 2006 година и дебютира на 12 място в топа на Billboard Chart. Трите сингъла „If I Were You“, „Inside of You“ и „Born To Lead“ се изкачват толкова бързо до класациите за Рок песни както никоя друга дотогава от техните. През 2007 година Хубастанк ще бъдат на турнета в Америка, Азия, Австралия и Южна Африка.
Четвъртият дългоочакван албум на групата е пуснат на пазара на 27 януари 2009 и се казва For(N)ever. Първият сингъл от него е My turn.

## Членове
- Дъглъс Роб – вокал и ритъм китара
- Дан Естрин – китара
- Джеси Чарланд – бас
- Крис Хеси – барабани